# Ensalada de pollo china

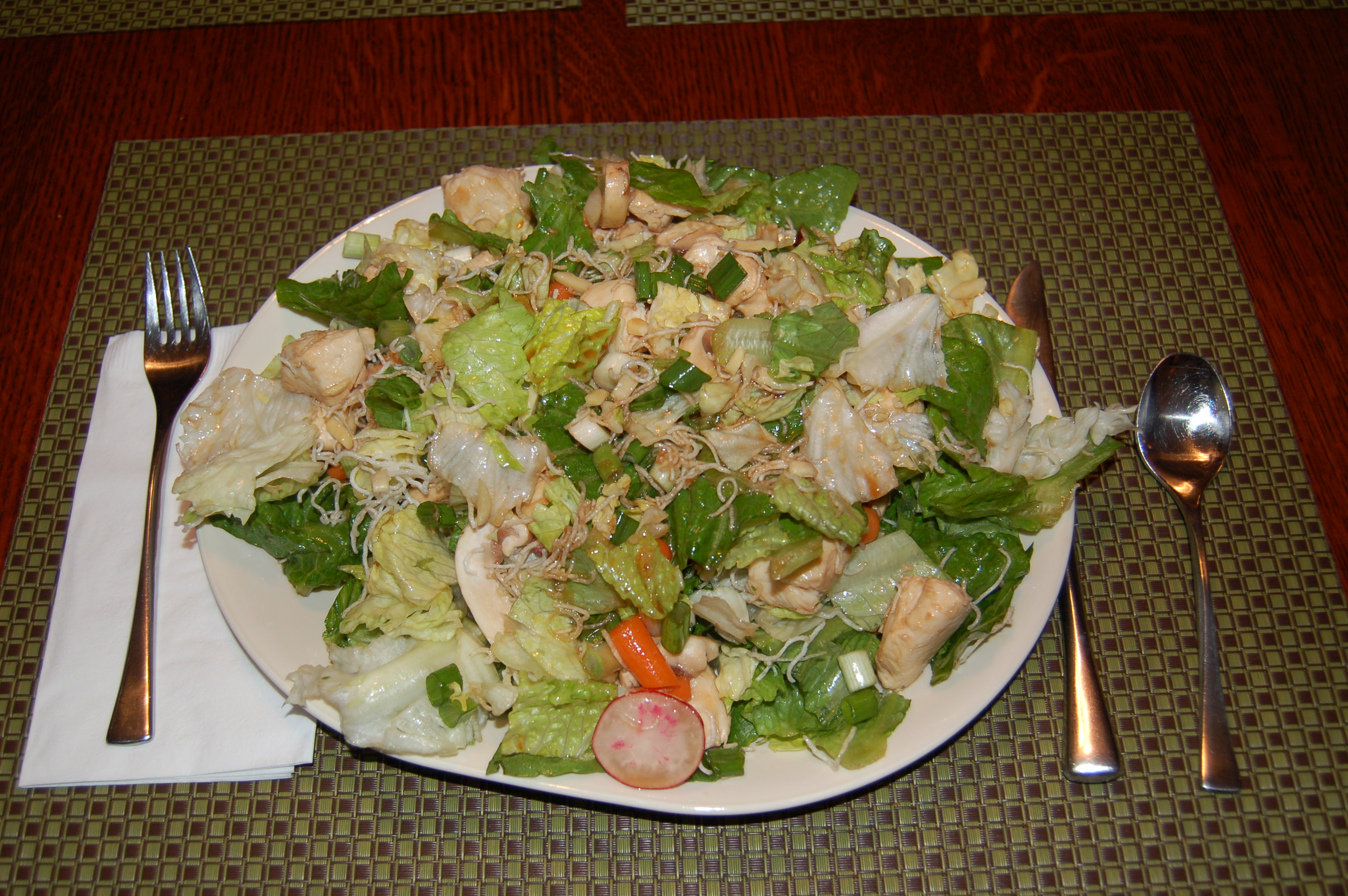
Ensalada de pollo china.

La ensalada de pollo china, como sugiere su nombre, es una ensalada de pollo condimentada con aliños chinos. Es popular en Estados Unidos. Aunque existen muchas variantes, la mayoría de las que se sirven bajo este nombre contienen lechuga, pollo, jengibre o aceite de sésamo como aliño y trocitos crujientes de fideos chinos fritos. Otras recetas pueden contener castañas de agua, brotes de bambú, cacahuetes, almendras y chenpi (cáscara de mandarina seca).
El plato pudo haber sido desarrollado por pioneros de la cocina panasiática, como Wolfgang Puck, en lugar de tener raíces reales en la cocina china, ya que las ensaladas son platos de origen occidental. Sin embargo, muchas culturas no occidentales también tienen ensaladas de varios tipos como parte de sus tradiciones culinarias. El agradable combinación de ingredientes ha dado a la ensalada de pollo china una amplia popularidad, estando pues presente en muchas restaurantes, incluyendo locales de comida rápida.